# Гутман Наталія Григорівна
Наталія Григорівна Гутман (14 листопада 1942, Казань, СРСР) — радянська, російська віолончелістка. Народна артистка СРСР (1991).
Навчалась в московській Центральній музичній школі при консерваторії, закінчила Московську консерваторію, по класу професора Галини Козолупової та аспірантуру у Мстислава Ростроповича. Вирішальний вплив на її формування як музиканта зробили Святослав Ріхтер, з яким Гутман дружила й багаторазово виступала, і Олег Каган (1946–1990) що був її чоловіком.

## Творчість
Репертуар Гутман включає широке коло композиторів від Й. С. Баха і Боккеріні до Д. Шостаковича та В. Лютославского. Вона виступала з філармонічними оркестрами Відня, Берліна, Мюнхена, Санкт-Петербурга, Лондонським симфонічним оркестром, філадельфійським оркестром, грала в ансамблях зі С. Ріхтером, І.Стерном, Олегом Каганом, Елісо Вірсаладзе, М.Аргеріх, О.Любімовим, Ю.Башметом та іншими. Їй присвячені твори Шнітке, Денисова, Губайдуліної.
Регулярно бере участь як музикант-виконавець у міжнародному фестивалі камерної музики імені Олега Кагана у місті Крейт (ФРН) та аналогічному фестивалі «Присвята Олегу Каганові» в Москві. Бере також участь у найбільших міжнародних фестивалях. 2006 року вела майстра-клас у Російській консерваторії Сергія Рахманінова в Парижі.
Наталія Гутман — лауреат третьої премії на Міжнародному конкурсі Чайковського (1964), першої премії на Міжнародному фестивалі Дворжака (1966), золотої медалі на конкурсі ARD в Мюнхені (1967). Нагороджена Хрестом ФРН за заслуги (2005). Святослав Ріхтер назвав Гутман «втіленням дійсності в музиці».

## Сім'я
Діти Наталії Гутман:
- Святослав Мороз — скрипаль, часто виступає солістом ансамблів за участю Н.Гутман
- Марія Каган — скрипалька, працює в оркестрі в Португалії
- Олександр Каган — скрипаль, студент консерваторії

## Нагороди
- Лауреат 7-го Всесвітнього фестивалю молоді і студентів (1-я пр., 1959, Відень)
- Лауреат Всесоюзного конкурсу музикантів-виконавців в (2-я пр., 1961, Москва)
- Лауреат Міжнародного музичного фестивалю «Празька весна» (1-я пр., 1961, Прага)
- Лауреат Міжнародного конкурсу ім. П. І. Чайковського (розділила третю пр. З М. Е. Хоміцером, 1962, Москва)
- Лауреат Міжнародного конкурсу камерних ансамблів (1-я пр. разом з  А. А. Насєдкіним, 1967, Мюнхен)
- Заслужений артист РРФСР (1984)
- Народний артист СРСР (1991)
- Державна премія Російської Федерації (2000)
- Орден «За заслуги перед Вітчизною» IV ступеня (2007)
- Орден Пошани (2013)
- Орден «За заслуги перед Федеративною Республікою Німеччина» (2005)
- Премія імені Д. Д. Шостаковича (2002, Фонд Юрія Башмета)
- Премія «Тріумф» (2002).

## Дискографія
- CD: Дм. Шостакович. Концерт для віолончелю з оркестром. № 1 Es-dur op. 107; № 2 G-dur op. 126 (Диригент: Юрій Темірканов) / Rca Red S. (Sony BMG)- Запис 01.10.1990); ASIN: B000026H2V